# Primaz das Índias
O título de Primaz das Índias foi criado pela Bula papal Divinis Praeceptis do Papa Pio VII, de 28 de novembro de 1816 e ratificado pela concordata entre a Santa Sé e a República Dominicana de 16 de junho de 1954. É atribuído ao arcebispo de Santo Domingo, por esta ser a mais antiga arquidiocese ainda existente das Américas.